# Lars Larsson
Lars Larsson (17. června 1911 Lidingö – 29. ledna 1993 tamtéž) byl švédský atlet, běžec specializující se na 3000 metrů překážek. V roce 1938 se na této trati stal mistrem Evropy.

## Sportovní kariéra
V roce 1936 startoval na olympiádě v Berlíně v běhu na 3000 metrů překážek, ve finále doběhl šestý. O dva roky později zvítězil v této disciplíně na evropském šampionátu v Paříži,. Jeho osobní rekord na této trati – 9:07,0 pochází z roku 1940.